# MendelssohnKammerChor Berlin
Der MendelssohnKammerChor Berlin ist ein im September 2006 von Volkher Häusler gegründeter semiprofessioneller gemischter Chor mit Sitz in Berlin. Künstlerischer Leiter des eingetragenen Vereines ist Volkher Häusler.
Der MendelssohnKammerChor Berlin ging aus der Kreuzberger Kantorei hervor, die bereits 1986 von Volkher Häusler gegründet wurde.
Das Repertoire erstreckt sich von Alter Musik bis zu zeitgenössischer Musik. Ein Schwerpunkt ist auf die Chorwerke der Mitglieder der Familie Mendelssohn, Fanny Hensel, Felix Mendelssohn Bartholdy und Arnold Mendelssohn gelegt. Seit September 2013 gibt es eine Zusammenarbeit des Chores mit der Mendelssohn-Gesellschaft, bei der es in der Mendelssohn-Remise unter anderem Erstaufführungen von Kompositionen aus der Mendelssohn-Familie gibt. Ferner werden vom MendelssohnKammerChor Berlin in diesem Rahmen nicht nur musikalischen Werke aus der Mendelssohn-Familie, sondern zum Beispiel auch barocke Vertonungen von Psalmübersetzungen Moses Mendelssohns vorgetragen.
Der MendelssohnKammerChor Berlin ist Mitglied im Chorverband Berlin. Der Chor singt häufiger im Kammermusiksaal der Berliner Philharmonie und hat mehrere Werke des deutschen Komponisten Volker Wangenheim uraufgeführt. Die Tätigkeiten des Chores erstrecken sich auch auf Theaterprojekte, wie zum Beispiel mit dem Künstler Helge Leiberg. Der Chor konzertiert vor allem in Berlin und Brandenburg, hat aber auch Konzertreisen ins Ausland durchgeführt.
Der Pharmakologe Bruno Müller-Oerlinghausen ist Schirmherr des Chores.